# Walter Pierburg
Walter Pierburg (* 18. Mai 1896 in Duisburg-Land; † 1937) war ein deutscher Unternehmer.

## Leben
Walter Pierburg wurde 1896 als Sohn des Großhandels-Kaufmanns und Unternehmers Bernhard Pierburg (1869–1942) geboren, einer seiner drei Brüder war Alfred Pierburg.
Nach dem Ersten Weltkrieg studierte Bernhard Pierburg in München und wurde 1919 Mitglied des Corps Vitruvia München. Nach der Promotion zum Dr. phil. trat er in das väterliche Unternehmen ein. In diesem verantwortete er die Gießerei-Aktivitäten, während sein Bruder Alfred für den Vergaser-Handel zuständig war. 1937 gründete er mit seinem Vater und seinen drei Brüdern die Familien-Holding Gebr. Pierburg KG, unter deren Dach die Deutsche Vergaser-Gesellschaft mbH (DVG) und die Autotechnik Beteiligungs- und Verwertungs-GmbH zusammengeführt wurden.

## Schriften
- Die Entwicklung der Industrie im Aggertal. Staatswissenschaftliche Dissertation, Universität Würzburg, 1922.